# Временное Всероссийское правительство
Вре́менное Всеросси́йское прави́тельство (неофициальные именования — Директо́рия, Уфи́мская Директо́рия, О́мская Директо́рия) — высший орган власти Российского государства, образованный 23 сентября 1918 г. на Государственном совещании в Уфе в результате вынужденного и крайне неустойчивого компромисса различных антибольшевистских сил востока России и упразднённый после переворота в Омске 18 ноября 1918 года. Временное Всероссийское правительство рассматривало себя в качестве очередного, нового состава Временного правительства, возобновившего свою деятельность после вынужденного перерыва, вызванного переворотом 25 октября (7 ноября) 1917 года.

## Создание и функции
Среди образованных на освобождённых от большевиков территориях различных демократических правительств ведущую роль играли два: так называемый Комитет членов Учредительного собрания в Самаре и Временное сибирское правительство в Омске. У каждого из них имелись свои вооружённые силы: у Комуча — Народная армия, у Сибирского правительства — Сибирская армия. Начавшиеся между ними ещё в июне 1918 года переговоры об образовании единой власти привели к окончательному соглашению лишь на сентябрьском совещании в Уфе. В результате было создано объединённое коллегиальное правительство из 5 человек — Директория, под председательством одного из лидеров правых эсеров Н. Д. Авксентьева, в прошлом министра внутренних дел Временного правительства.
Актом об образовании всероссийской верховной власти устанавливалось, что Временное Всероссийское правительство «впредь до созыва Всероссийского Учредительного Собрания является единственным носителем верховной власти на всём пространстве государства Российского». Акт предусматривал «передачу Временному Всероссийскому правительству, как только оно того потребует», «всех функций верховной власти, временно отправляемых, в виду создавшихся условий, областными правительствами». Тем самым отменялся суверенитет региональных образований, на смену которому вводилась «широкая автономия областей», пределы которой полностью зависели от «мудрости Временного Всероссийского правительства».
Временному Всероссийскому правительству вменялось способствовать ускорению созыва Учредительного собрания и в дальнейшем безусловно подчиниться ему «как единственной в стране верховной власти».

Место заседания Уфимской директории.

Основы национально-государственного устройства России должны были исходить из федеративных принципов: «устроение освобождающейся России на началах признания за её отдельными областями прав широкой автономии, обусловленной как географическим и экономическим, так и этническим признаками, предполагая окончательное установление государственной организации на федеративных началах полновластным Учредительным Собранием…, признание за национальными меньшинствами, не занимающими отдельной территории, прав на культурно-национальное самоопределение».

В отношении армии в Акте говорилось о необходимости «воссоздании сильной, боеспособной, единой Российской армии, поставленной вне влияния политических партий» и, одновременно, о «недопустимости политических организаций военнослужащих и устранении армии от политики».
В качестве неотложных задач по восстановлению государственного единства и независимости России были названы:
1. Борьба за освобождение России от Советской власти;
2. Воссоединение отторгнутых, отпавших и разрозненных областей России;
3. Непризнание Брестского и всех прочих договоров международного характера, заключённых как от имени России, так и отдельных её частей после Февральской революции, какой бы то ни было властью, кроме Российского Временного Правительства, и восстановление фактической силы договорных отношений с державами Согласия;
4. Продолжение войны против германской коалиции.

## Состав
Временное Всероссийское правительство было избрано в составе пяти членов и пяти их заместителей — персональных дублёров членов Директории, часть которых находилась на значительном удалении от Уфы.
| Избранные члены            | Н. Д. Авксентьев | Н. И. Астров (находился на Юге России) | В. Г. Болдырев                           | П. В. Вологодский (находился на Дальнем Востоке) | Н. В. Чайковский (находился в Архангельске) |
| Избранные заместители      | А. А. Аргунов    | В. А. Виноградов                       | М. В. Алексеев (находился на Юге России) | В. В. Сапожников                                 | В. М. Зензинов                              |
| Реальный состав Директории | Н. Д. Авксентьев | В. А. Виноградов                       | В. Г. Болдырев                           | П. В. Вологодский                                | В. М. Зензинов                              |

## Деятельность до ноябрьских событий 1918 года
9 октября Временное Всероссийское правительство покинуло Уфу в связи с угрозой захвата города наступающими советскими войсками и перебралось в Омск.
13 октября в Омск прибыл бывший командующий Черноморским флотом вице-адмирал А. В. Колчак, вошедший позднее в состав Совета министров Временного Всероссийского правительства.
4 ноября Временное Всероссийское правительство обратилось ко всем областным правительствам с требованием немедленно распустить «все без исключения Областные Правительства и Областные Представительные Учреждения» и передать все полномочия по управлению Всероссийскому правительству (Совету министров). Подобная централизация государственной власти была обусловлена потребностью «воссоздания боевой мощи Родины, столь необходимой в годину борьбы за возрождение Великой и Единой России», и «создания условий, необходимых для снабжения армии и организации тыла во всероссийском масштабе». В тот же день на базе министерств и центральных управлений Временного Сибирского правительства был сформирован исполнительный орган Директории — Всероссийский Совет министров во главе с П. В. Вологодским.
Благодаря этим действиям удалось добиться упразднения всех имевшихся на востоке России областных, национальных и казачьих правительств и тем самым формально консолидировать силы антибольшевистского сопротивления.
Во «Всероссийский» Совет министров, сформированный 4 ноября, вошли:
- П. В. Вологодский (председатель),
- В. А. Виноградов (заместитель председателя),
- А. В. Колчак (военный и морской министр),
- Ю. В. Ключников (управляющий министерством иностранных дел),
- А. Н. Гаттенбергер (управляющий министерством внутренних дел),
- И. И. Серебренников (министр снабжения),
- И. А. Михайлов (министр финансов),
- Н. С. Зефиров (министр продовольствия),
- С. С. Старынкевич (министр юстиции),
- Л. А. Устругов (министр путей сообщения),
- В. В. Сапожников (министр народного просвещения),
- Л. И. Шумиловский (министр труда),
- Н. И. Петров (министр земледелия),
- Н. Н. Щукин (временно управляющий министерством торговли и промышленности),
- Г. А. Краснов (государственный контролёр),
- Г. Г. Тельберг (управляющий делами Совета министров)

Преимущественно правоцентристский Совет министров радикально отличался по политической окраске от гораздо более «левой» Директории. Лидером членов Совмина, решительно отстаивавших правый политический курс, был министр финансов И. А. Михайлов, пользовавшийся поддержкой Г. К. Гинса, Н. И. Петрова, Г. Г. Тельберга. Именно эта группа стала ядром заговора, имевшего целью установление сильной и однородной власти в форме единоличной военной диктатуры.
Директория не имела авторитета, её власть была слабой и непрочной. Офицерство было настроено в отношении Директории по большей части враждебно, усматривая в ней повторение ненавистной для них «керенщины». К тому же Директорию постоянно раздирали внутренние противоречия, за что либеральная пресса даже иронически сравнивала Директорию с крыловскими лебедем, раком и щукой. Военные поражения Директории приближали окончательное падение её власти.
Престиж правительства пошатнулся ещё сильнее в результате скандала, связанного с изданием эсеровским руководством Директории инструкции своим местным партийным организациям: членам партии эсеров фактически было предложено сплачиваться вокруг членов Учредительного собрания, вооружаться и быть готовыми в любой момент дать отпор правым силам. Понято это было как призыв к созданию эсерами собственных вооружённых формирований. Генерал Болдырев потребовал объяснений от Авксентьева и Зензинова. Вопрос попытались замять, но безуспешно, и противники Директории стали обвинять эсеров в подготовке заговора с целью захвата власти.

## Прекращение деятельности
Директория прекратила свою деятельность в результате событий в ночь с 17 на 18 ноября 1918 года, когда группой военнослужащих казачьих частей, дислоцированных в Омске, были арестованы председатель Директории Н. Д. Авксентьев, член Директории В. М. Зензинов, заместитель члена Директории А. А. Аргунов, а также товарищ министра внутренних дел, руководитель секретной службы Е. Ф. Роговский. Все арестованные были членами Партии социалистов-революционеров.
Утром 18 ноября собравшийся на экстренное заседание Совет министров при участии двух членов Директории — П. В. Вологодского и В. А. Виноградова, — обсудив сложившееся положение, признал Директорию несуществующей, объявил о принятии на себя всей полноты верховной власти и пришёл к выводу о необходимости «полного сосредоточения власти военной и гражданской в руках одного лица с авторитетным именем в военных и общественных кругах». Было принято принципиальное решение «передать временно осуществление верховной власти одному лицу, опирающемуся на содействие Совета министров, присвоив таковому лицу наименование Верховного правителя», после чего было выработано и принято «Положение о временном устройстве государственной власти в России» (так называемая «конституция 18 ноября»), устанавливавшее, в частности, порядок взаимоотношений Верховного правителя и Совета министров.
Тайным голосованием членов Совмина на пост Верховного правителя был избран вице-адмирал А. В. Колчак, который одновременно был повышен в звании до полного адмирала. Колчак заявил о своём согласии на избрание и первым же своим приказом по армии объявил о принятии на себя звания Верховного главнокомандующего. Было образовано новое Российское правительство. Оно работало до 4 января 1920 года.
Арестованные члены Директории 20 ноября 1918 г. были высланы за границу (погружены в поезд, который вывез их в Китай).